# ダルハン大学
ダルハン大学（ダルハンだいがく、Darkhan University）とは、モンゴル国・ダルハン市に存在する私立大学である。
1997年に創立。
創立当時は4階建てのビルの4階フロアーのみであったが、規模の拡大と小中学校の併設に伴い、2002年前後に自前のキャンパスに移る。
東洋学部に日本語学科が設置されている。附属小中学校も併設されている。